# Westinghouse Works, 1904
Westinghouse Works, 1904 is een serie van 21 korte films uit 1904 met een gemiddelde lengte van 3 minuten. De filmserie toont hoe het eraan toe gaat in de fabrieken van de Westinghouse Electric Company. De films zijn vermoedelijk gemaakt om gepresenteerd te worden op de Wereldtentoonstelling van 1904 in St. Louis. De films zijn opgenomen voor preservatie in de National Film Registry.

## De films
1. Assembling a generator, Westinghouse works
2. Assembling and testing turbines, Westinghouse works
3. Casting a guide box, Westinghouse works
4. Coil winding machines, Westinghouse works
5. Coil winding section E, Westinghouse works
6. Girls taking time checks, Westinghouse works
7. Girls winding armatures
8. Panorama exterior Westinghouse works
9. Panorama of Machine Co. aisle, Westinghouse works
10. Panorama view street car motor room
11. Panoramic view aisle B, Westinghouse works
12. Steam hammer, Westinghouse works
13. Steam whistle, Westinghouse works
14. Taping coils, Westinghouse works
15. Tapping a furnace, Westinghouse works
16. Testing a rotary, Westinghouse works
17. Testing large turbines, Westinghouse works
18. Welding the big ring
19. Westinghouse Air Brake Co. Westinghouse Co. works (casting scene)
20. Westinghouse Air Brake Co. Westinghouse Co. works (moulding scene)
21. Westinghouse Air Brake Co. Westinghouse works